# IronFX
IronFX Global Limited (IronFX Global) es una empresa de trading en línea, especializada en el trading de divisas (Forex), CFDs sobre valores de la Unión Europea y el Reino Unido, materias primas y metales preciosos. La empresa da servicio a clientes minoristas e institucionales en Europa, Asia, Oriente Medio y África, así como en América Latina. Permite a los inversores operar con varias cuentas y plataformas y ofrece más de 200 instrumentos negociables.
La empresa ha ganado numerosos premios en el sector de los servicios financieros globales, incluyendo Premio Mejor Plataforma de Trading 2012, de World Finance y Premio Broker FX de Más Rápido Crecimiento así como Ceo del Año 2013 (Markos Kashiouris) de European CEO. La empresa también es conocida por sus competiciones de trading. En 2012 celebró la mayor competición en la historia de FX, con un premio de 150.000 $ en efectivo o un supercoche. Ironfx Grupo también ha anunciado su acuerdo oficial de asociación con el FC Barcelona.

## Historia
A partir de una empresa conocida como IronFX Financial Services Limited (en 1972) y, después, como IronFX Limited, Markos A. Kashiouris y Peter G. Economides fundaron IronFX Global Limited en 2010, en Chipre. Más tarde, la empresa fue autorizada y regulada por la Cyprus Securities and Exchange Commission (CySEC), el organismo chipriota de reglamentación y control de los mercados financieros. Y, por lo tanto, bajo el control de la Directiva sobre Mercados de Instrumentos Financieros (MiFID) y autorizada para prestar servicios de inversión en toda la Unión Europea. IronFX Global se estableció rápidamente en el sector de los servicios financieros con un modelo único, centrado en el cliente, diversidad de productos, promociones e incentivos al comercio. La empresa ofrece a los clientes un total de quince plataformas de comercio, incluyendo varias soluciones móviles.
En 2011, IronFX comenzó una serie de competiciones de negocios. Un año más tarde, ostentó la mayor competición en la historia de las Forex, con el premio de 150.000 $ en efectivo o el superdeportivo.
En junio de 2013, como parte de la expansión global de IronFX, 8Safe UK Limited, una filial propiedad de IronFX Global se convirtió en autorizada y pasó a estar regulada por la Financial Conduct Authority (Autoridad de Servicios Financieros o FCA) en el Reino Unido. GVS (AU) Pty Limited está regulada y autorizada por la Australian Securities and Investments Commission (ASIC) desde 2012.
En octubre de 2013, la empresa organizó la segunda competición más grande de FX, llamada "Trading Legends", con un superdeportivo como premio final o un ingreso de 150 000 $ en una cuenta STP.
En junio de 2016 IronFX Global anunció una serie de transacciones prospectivas que culminarán con la fusión entre IronFX y FXDD Inc. En conjunto con la fusión, ambas compañías llevarán a cabo a través de una serie de transacciones un “reverse-takeover” (adquisición a la inversa) de una compañía pública ya existente, Nukkleus Inc. Un anuncio formal ha sido ya realizado por la SEC.

## Operaciones

### Licencias
IronFX Global Limited está autorizada y regulada por la Cyprus Securities and Exchange Commission (CySEC 125/10), con Pasaporte MiFID en todo el territorio del Espacio Económico Europeo.
Asimismo, IronFX como grupo cuenta con las siguientes autorizaciones y regulaciones:
- Financial Conduct Authority (FCA no. 585561)

- Australia Securities and Investments Commission (AFSL no. 417482)

- Financial Services Board (FSP No 45276)

### Patrocinio
IronFX fue patrocinador oficial del FC Barcelona por un corto período.
En junio de 2017 la compañía se convirtió en patrocinador oficial del Campeonato Mundial de Vela ORC 2017.

### Denuncias en su contra
IronFX ha sido denunciada en varias ocasiones en diversos países por delitos cometidos contra las leyes de capitales.
En 2015 el Banco Nacional de Hungría la denunció por inconvenientes en los retiros de fondos investigando casos de abuso en la operatoria de bonos y la ha suspendido hasta que se complete una auditoría interna.
En 2016 fue denunciada por la CySEC por denuncias reiteradas de inversores por encontrar que la compañía carecía de los mecanismos de control necesarios. También, encontraron una violación en que la fórmula usada para calcular la cantidad debida a los clientes no era justa, pues fue diseñada contra clientes y para el beneficio de la correduría.
En 2017 la Comisión Nacional de Valores (Argentina) (CNV) la denunció junto con sus responsables, Svetla Nakova, Marco Kashiouris y Demetris Kyriacou, por captar ahorros del público sin autorización y por "intermediación irregular en la oferta pública de valores negociables". IronFX, invitaba a invertir a través de su plataforma, ofreciendo ganancias aseguradas.